# Barry Andrews
Pour les articles homonymes, voir Andrews.
Barry Andrews, né le 16 mai 1967 à Dublin, est un homme politique irlandais, membre du Fianna Fáil.
Ministre d'État pour l'Enfance de 2008 à 2011, il siège au Dáil Éireann de 2002 à 2011 et au Parlement européen depuis 2020.